# Ingeniería estructural

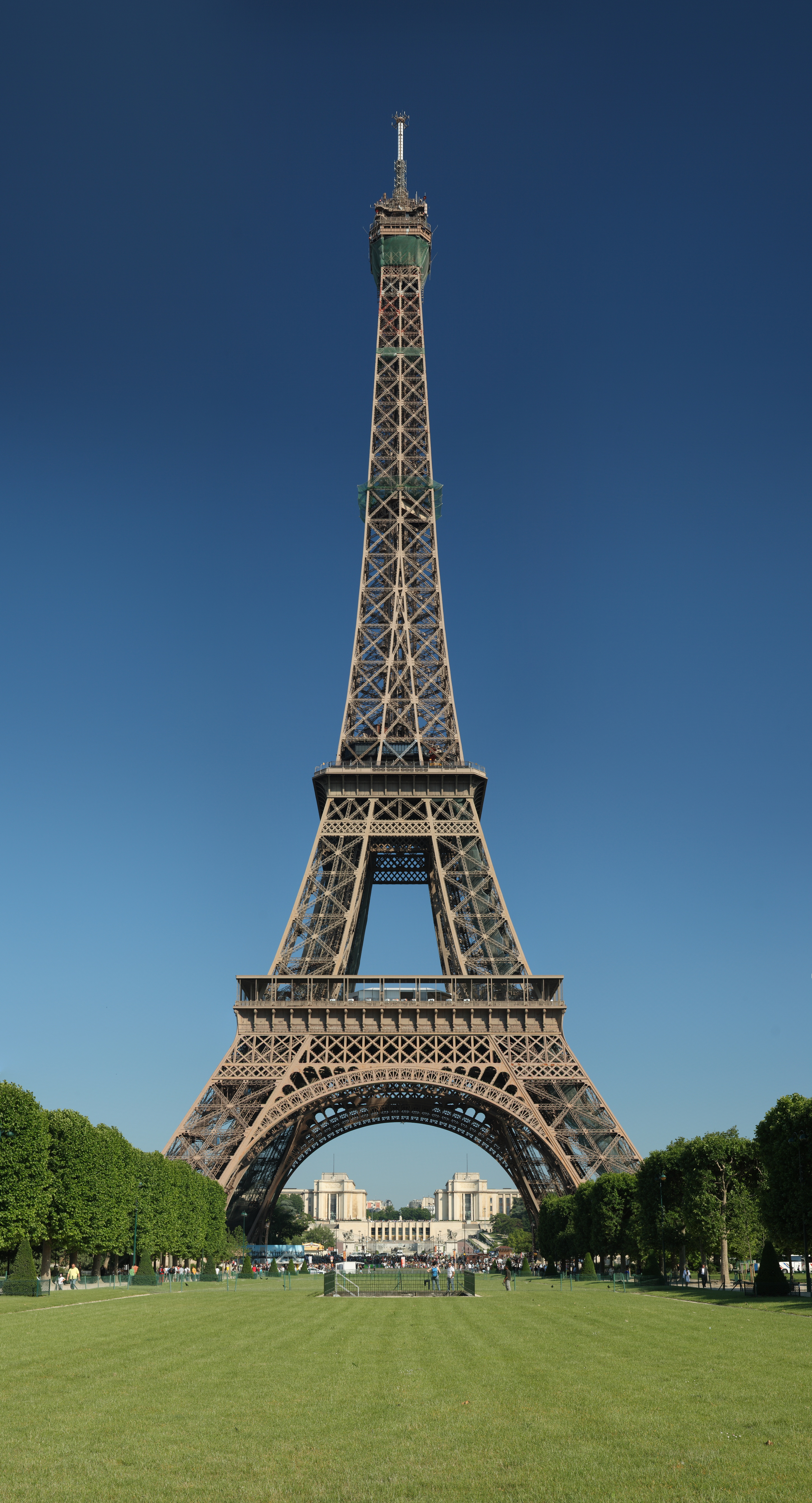
La Torre Eiffel de París es un logro histórico de la ingeniería estructural.

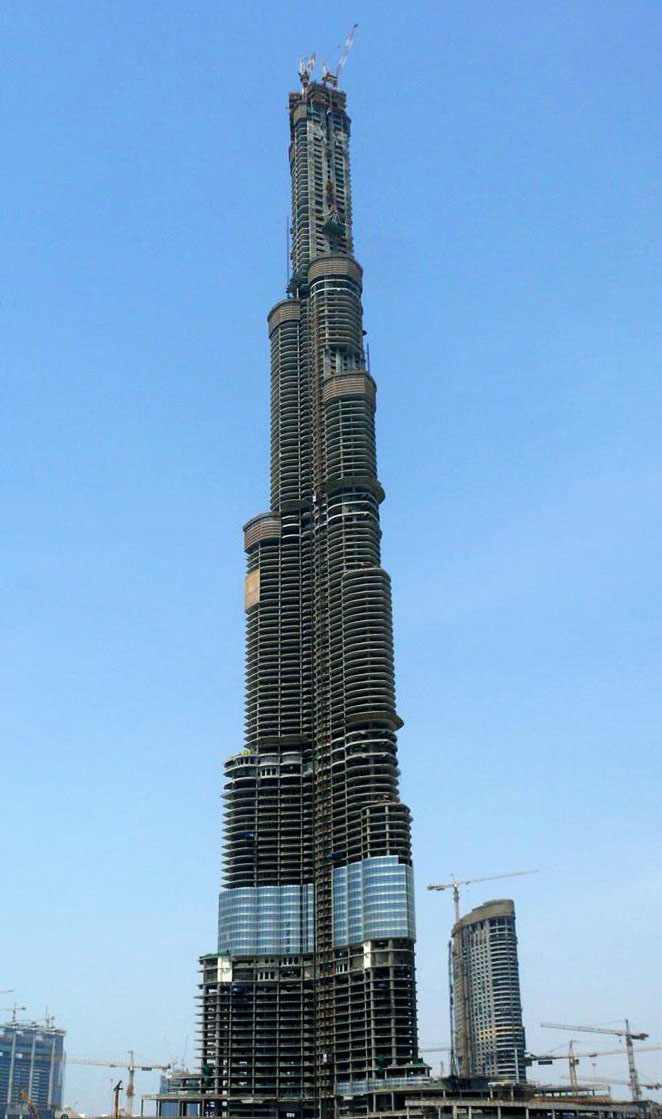
Burj Khalifa, el edificio más alto del mundo, en Dubái.

La ingeniería estructural es una rama clásica de la ingeniería civil que se ocupa del diseño y cálculo de elementos y sistemas estructurales tales como edificios, puentes, muros (incluyendo muros de contención), presas, túneles y otras obras civiles. Su finalidad es la de conseguir estructuras seguras, resistentes y funcionales. En un sentido práctico, la ingeniería estructural es la aplicación de la mecánica de medios continuos para el diseño de estructuras que soporten su propio peso (cargas muertas), más las cargas ejercidas por el uso (cargas vivas), más las cargas producidas por eventos de la naturaleza, como vientos, sismos, nieve o agua.

## Introducción
Los ingenieros estructurales se aseguran que sus diseños satisfagan un estándar para alcanzar objetivos establecidos de seguridad (por ejemplo, que la estructura no se derrumbe sin dar ningún aviso previo) o de nivel de servicio (por ejemplo, que la vibración en un edificio no moleste a sus ocupantes). Adicionalmente, son responsables por hacer uso eficiente del dinero y materiales necesarios para obtener estos objetivos.
Algunos ejemplos simples de ingeniería estructural lo constituyen las vigas rectas simples, las columnas o pisos de edificios nuevos, incluyendo el cálculo de cargas (o fuerzas) en cada miembro y la capacidad de varios materiales de construcción tales como acero, madera u hormigón. Ejemplos más elaborados de ingeniería estructural lo constituyen estructuras más complejas, tales como puentes o edificios de varios pisos incluyendo rascacielos.

## Historia

Pont du Gard, Francia, un acueducto de la era romana alrededor del año 19 a. C.

La ingeniería estructural se remonta al año 2700 a. C. cuando la pirámide escalonada para el faraón Djoser fue construida por Imhotep, el primer ingeniero en la historia conocido por su nombre. Las pirámides fueron las estructuras principales más comunes construidas por las civilizaciones antiguas porque la forma estructural de una pirámide es intrínsecamente estable y se puede escalar casi infinitamente (a diferencia de la mayoría de las otras formas estructurales, que no se pueden aumentar linealmente en tamaño en proporción al aumento de cargas).
La estabilidad estructural de la pirámide, aunque se obtiene principalmente de su forma, depende también de la fuerza de la piedra con la que está construida y de su capacidad para soportar el peso de la piedra que se encuentra sobre ella. Los bloques de piedra caliza a menudo se extraían de una cantera cercana al sitio de construcción y tienen una resistencia a la compresión de 30 a 250 MPa (MPa = Pa × 106). Por lo tanto, la fuerza estructural de la pirámide proviene de las propiedades materiales de las piedras con las que se construyó más que de la geometría de la pirámide.
A lo largo de la historia antigua y medieval, la mayoría de los diseños y construcciones fueron realizados por artesanos, como albañiles y carpinteros, que ascendieron al papel de maestro de obras. No existía ninguna teoría de las estructuras, y la comprensión de cómo se sostenían las estructuras era extremadamente limitada y se basaba casi por completo en la evidencia empírica de 'lo que había funcionado antes' y la intuición. El conocimiento fue retenido por los gremios y rara vez suplantado por avances. Las estructuras eran repetitivas y los aumentos de escala eran incrementales.
No existe registro de los primeros cálculos de la resistencia de los miembros estructurales o del comportamiento del material estructural, pero la profesión de ingeniero estructural solo tomó forma realmente con la Revolución Industrial y la reinvención del hormigón (véase Historia del hormigón). Las ciencias físicas que subyacen a la ingeniería estructural comenzaron a entenderse en el Renacimiento y desde entonces se han convertido en aplicaciones informáticas que fueron pioneras en la década de 1970.

### Cronología

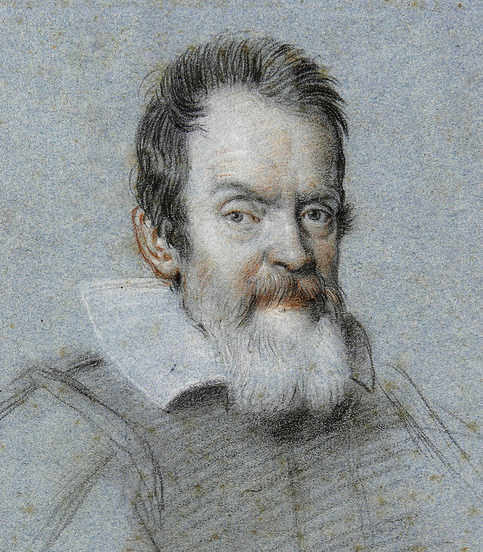
Galileo Galilei publicó el libro Dos nuevas ciencias en el que examinaba el fracaso de estructuras simples.

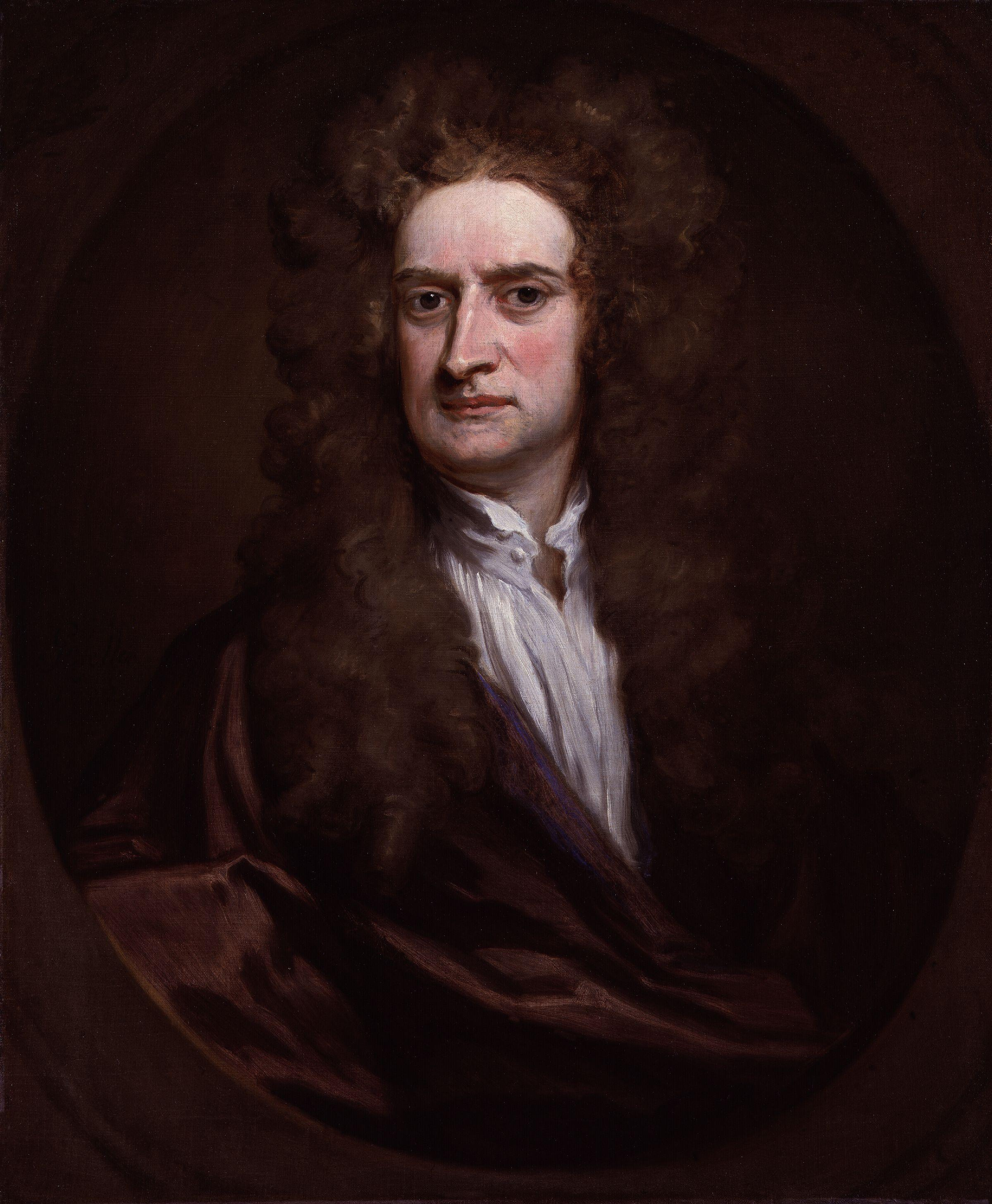
Isaac Newton publicó Philosophiae Naturalis Principia Mathematica, que contiene sus leyes de movimiento.

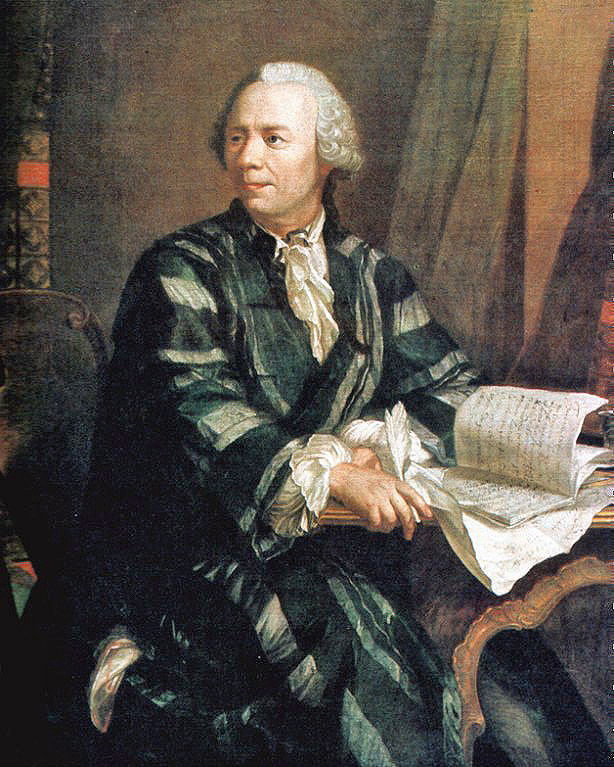
Leonhard Euler desarrolló la teoría del pandeo de columnas.

- 1452–1519 Leonardo da Vinci hizo muchas contribuciones.
- 1638: Galileo Galilei publicó el libro Dos nuevas ciencias en el que examinó los fallos en estructuras simples.
- 1660: Ley de Hooke por Robert Hooke.
- 1687: Isaac Newton publicó Philosophiæ Naturalis Principia Mathematica, que contiene sus leyes de movimiento.
- 1750: Ecuación del haz de Euler-Bernoulli.
- 1700–1782: Daniel Bernoulli introdujo el principio del trabajo virtual.
- 1707-1783: Leonhard Euler desarrolló la teoría del pandeo de las columnas.
- 1826: Claude-Louis Navier publicó un tratado sobre los comportamientos elásticos de las estructuras.
- 1873: Carlo Alberto Castigliano presentó su disertación "Intorno ai sistemi elastici", que contiene su teorema para calcular el desplazamiento como la derivada parcial de la energía de deformación. Este teorema incluye el método del "menor trabajo" como caso especial.
- 1874: Otto Mohr formalizó la idea de una estructura estáticamente indeterminada.
- 1922: Timoshenko corrige la ecuación del haz de Euler-Bernoulli.
- 1936: Hardy Cross publicó el método de distribución de momentos, una innovación importante en el diseño de pórticos continuos.
- 1941: Alexander Hrennikoff resolvió la discretización de problemas de elasticidad plana utilizando un marco de celosía.
- 1942: Richard Courant dividió un dominio en subregiones finitas.
- 1956: el artículo de J. Turner, R. W. Clough, H. C. Martin y L. J. Topp sobre "Stiffness and Deflection of Complex Structures" introduce el término "método de elementos finitos" y es ampliamente reconocido como el primer tratamiento integral del método, como se conoce hoy en día.

### Fallos estructurales
La historia de la ingeniería estructural contiene muchos colapsos y fallas. A veces, esto se debe a una negligencia evidente, como en el caso del colapso de la escuela de Pétion-Ville, en el que el reverendo Fortin Augustin "construyó el edificio solo, diciendo que no necesitaba un ingeniero porque tenía buenos conocimientos de construcción" tras el derrumbe parcial de la escuela de tres pisos que provocó la huida de los vecinos. El colapso final mató a 94 personas, en su mayoría niños.
En otros casos, los fallos estructurales requieren un estudio cuidadoso, y los resultados de estas investigaciones han resultado en prácticas mejoradas y una mayor comprensión de la ciencia de la ingeniería estructural. Algunos de estos estudios son el resultado de investigaciones de ingeniería forense en las que el ingeniero original parece haber hecho todo de acuerdo con el estado de la profesión y la práctica aceptable, pero aun así se produjo una falla. Un caso famoso de conocimiento y práctica estructural que avanza de esta manera se puede encontrar en una serie de fallos que involucran vigas cajón que se derrumbaron en Australia durante la década de 1970.

## Teoría

Figura de un perno en esfuerzo cortante. La figura superior ilustra un corte simple, la figura inferior ilustra un corte doble.

La ingeniería estructural depende de un conocimiento detallado de mecánica aplicada, ciencia de los materiales y matemáticas aplicadas para comprender y predecir cómo las estructuras soportan y resisten el peso propio y las cargas impuestas. Para aplicar el conocimiento con éxito, un ingeniero estructural generalmente requiere un conocimiento detallado de códigos de diseño empíricos y teóricos relevantes, las técnicas de análisis estructural, así como algún conocimiento de la corrosión sobre la resistencia de los materiales. y estructuras, especialmente cuando esas estructuras están expuestas al ambiente externo. Desde la década de 1990, el software especializado está disponible para ayudar en el diseño de estructuras, con la funcionalidad de ayudar en el dibujo, análisis y diseño de estructuras con la máxima precisión; los ejemplos incluyen AutoCAD, StaadPro, ETABS, Prokon, Revit Structure, Inducta RCB, etc. Dicho software también puede tener en cuenta las cargas ambientales, como terremotos y vientos.

## Principios estructurales
Debe entenderse como una carga estructural aquellas solicitaciones mecánicas (fuerzas, momentos, deformaciones, desplazamientos) que deben ser incluidas en el cálculo de los elementos mecánicos resistentes. La estructura está constituida por el conjunto de elementos mecánicos resistentes y sus uniones mecánicas considerados como un sistema. Las cargas estructurales son generalmente clasificadas como:
- cargas muertas que actúan de forma continua y sin cambios significativos, pertenecen a este grupo el peso propio de la estructura, empujes de líquidos (como en un dique) o sólidos (como el suelo en un muro de contención), tensores (como en puentes), presfuerzo, asientos permanentes;
- cargas vivas que son aquellas que varían su intensidad con el tiempo por uso o exposición de la estructura, tales como el tránsito en puentes, cambios de temperatura, maquinaria (como una prensa), acumulación de nieve o granizo, etcétera; cargas accidentales que tienen su origen en acciones externas al uso de la estructura y cuya manifestación es de corta duración como lo son los eventos sísmicos o ráfagas de viento.

Algunos principios básicos del cálculo estructural son:
- Aleatoriedad e incertidumbre, sobre el valor de las cargas actuantes, por lo que éstas deben ser tratadas como variables aleatorias por lo que un cálculo estructural seguro incluye determinar valores estadísticos asociados a la densidad de probabilidad de cada carga. Así se define el valor característico de una carga F de efecto desfavorable como el valor tal que:

{\displaystyle {\rm {Prob}}(F\leq F_{k})=0,95}

Para los cálculos se define el valor de dimensionado o valor de cálculo que es un valor mayorado calculado a partir del valor característico y los correspondientes coeficientes de seguridad como:

{\displaystyle F_{d}=\gamma _{F}F_{k}}

Donde {\displaystyle \scriptstyle \gamma _{F}\geq 1} es el coeficiente de mayoración de fuerzas.
- Método de los estados límites, muchas instrucciones técnicas y métodos recomendados usan este método consistente en identificar un conjunto de situaciones potencialmente peligrosas para la estructura, cuando el valor de cierta magnitud supera un cierto umbral. El cálculo estructural consiste en identificar un conjunto de magnitudes relevantes y comprobar que para todas ellas se cumple que:

{\displaystyle M_{u}\leq M_{d}}

Donde {\displaystyle M_{d}} es la capacidad estructural del elemento analizado que depende exclusivamente de las propiedades geométricas del elemento y de las propiedades de sus materiales constituyentes, y {\displaystyle M_{u}} es el valor último de solicitación que estadísticamente puede llegar a alcanzar el elemento estructural analizado. Si el valor de cálculo {\displaystyle M_{d}} es mayor que el valor último potencial de la estructura {\displaystyle M_{u}} en todo momento (capacidad, mayor que la demanda), se juzga que la estructura mantendrá la integridad estructural y será segura para su uso establecido. En la práctica {\displaystyle M_{d}} y {\displaystyle M_{u}} son variables aleatorias, por lo que los códigos de cálculo estructural contienen prescripciones aproximadas asegurar la probabilidad: {\displaystyle \max _{t\in \mathbb {R} }M_{d}-M_{u}\geq 0} sea suficientemente pequeña.
- Hipótesis de carga, dadas las incertidumbres existentes sobre una estructura, y las diferentes condiciones en que puede trabajar, no resulta posible determinar mediante un único cálculo o combinación de cargas el efecto general de las cargas. Por esa razón la mayoría de instrucciones técnicas establecen diferentes combinaciones de carga, que en su conjunto reproducen situaciones cualitativamente diferentes que pueden ocurrir durante la vida útil de una estructura.
- Modelos mecánicos, el cálculo propiamente dicho de una estructura involucra el hecho de usar algún tipo de modelo mecánico que relacione las cargas estrucutrales con los efectos sobre la estructura, entre los modelos mecánicos más frecuentemente usados están:
  - La teoría de la elasticidad lineal que para estructuras complejas da lugar a un esquema de elementos finitos.
  - La teoría de vigas y modelos de cálculo derivados como el método matricial de la rigidez
  - La teoría de placas y láminas.

## Elementos estructurales
Normalmente el cálculo y diseño de una estructura se divide en elementos diferenciados aunque vinculados por los esfuerzos internos que se realizan unos sobre otros. Usualmente a efectos de cálculos las estructuras reales suelen ser divisibles en un conjunto de unidades separadas cada una de las cuales constituye un elemento estructural y se calcula de acuerdo a hipótesis cinemáticas, ecuaciones de comportamiento y materiales diferenciados.
Los elementos estructurales lineales y bidimensionales más comunes son:
| -                            | Unidimensionales               | Unidimensionales  | Bidimensionales                          | Bidimensionales   |
| Solicitaciones predominantes | rectos                         | curvos            | planos                                   | curvos            |
| ---------------------------- | ------------------------------ | ----------------- | ---------------------------------------- | ----------------- |
| Flexión                      | viga recta, dintel, arquitrabe | viga balcón, arco | placa, losa, forjado, muro de contención | lámina, cúpula    |
| Tracción                     | cable tensado                  | catenaria         | membrana elástica                        | membrana elástica |
| Compresión                   | pilar, columna                 | pilar, columna    | muro de carga                            | muro de carga     |

## Profesión
Los ingenieros estructurales son responsables del diseño de ingeniería y el análisis estructural. Los ingenieros estructurales principiantes pueden diseñar los elementos estructurales individuales de una estructura, como las vigas y columnas de un edificio. Los ingenieros con más experiencia pueden ser responsables del diseño estructural y la integridad de un sistema completo, como un edificio.
Los ingenieros estructurales suelen especializarse en tipos específicos de estructuras, como edificios, puentes, tuberías, estructuras industriales, túneles, vehículos, barcos, aeronaves y naves espaciales. Los ingenieros estructurales que se especializan en edificios pueden especializarse en materiales de construcción específicos, como hormigón, acero, madera, mampostería, aleaciones y compuestos.
La ingeniería estructural existe desde que los seres humanos comenzaron a construir sus estructuras. Se convirtió en una profesión más definida y formalizada con el surgimiento de la arquitectura como una profesión distinta de la ingeniería durante la revolución industrial a fines del siglo XIX. Hasta entonces, el arquitecto y el ingeniero estructural solían ser una misma cosa: el maestro de obras. Solo con el desarrollo del conocimiento especializado de las teorías estructurales que surgieron durante los siglos XIX y principios del XX, surgieron los ingenieros estructurales profesionales.
El papel de un ingeniero estructural hoy en día implica un conocimiento significativo de las cargas estáticas y dinámicas y de las estructuras disponibles para resistirlas. La complejidad de las estructuras modernas a menudo requiere una gran dosis de creatividad por parte del ingeniero para garantizar que las estructuras soporten y resistan las cargas a las que están sometidas. Un ingeniero estructural normalmente tendrá una licenciatura de cuatro o cinco años, seguida de un mínimo de tres años de práctica profesional antes de ser considerado plenamente calificado. Los ingenieros estructurales están autorizados o acreditados por diferentes sociedades científicas y organismos reguladores de todo el mundo (por ejemplo, la Institución de Ingenieros Estructurales en el Reino Unido). Dependiendo del curso de grado que hayan estudiado y/o la jurisdicción en la que estén buscando la licencia, pueden estar acreditados (o autorizados) como solo ingenieros estructurales, o como ingenieros civiles, o como ingenieros civiles y estructurales. Otra organización internacional es IABSE (Asociación Internacional de Ingeniería de Puentes y Estructuras). El objetivo de esa asociación es intercambiar conocimientos y promover la práctica de la ingeniería estructural en todo el mundo al servicio de la profesión y la sociedad.